# La Joya, Ajalpan
La Joya är en ort i Mexiko.   Den ligger i kommunen Ajalpan och delstaten Puebla, i den sydöstra delen av landet, 250 km öster om huvudstaden Mexico City. La Joya ligger 2 248 meter över havet och antalet invånare är 275.
Terrängen runt La Joya är kuperad åt sydväst, men åt nordost är den bergig. Runt La Joya är det ganska tätbefolkat, med 144 invånare per kvadratkilometer. Närmaste större samhälle är Coxolico, 2,5 km sydväst om La Joya. I omgivningarna runt La Joya växer i huvudsak städsegrön lövskog.